# Доманово (Костромская область)
Доманово — деревня в Судиславском сельском поселении Судиславского района Костромской области России. 

## География
Деревня расположена у реки Готовка.

## История
Согласно Спискам населенных мест Российской империи в 1872 году деревня относилась к 1 стану Костромского уезда Костромской губернии. В ней числилось 6 дворов, проживало 16 мужчин и 15 женщин.
Согласно переписи населения 1897 года в деревне проживало 113 человек (49 мужчин и 64 женщины).
Согласно Списку населенных мест Костромской губернии в 1907 году деревня относилась к Богословской волости Костромского уезда Костромской губернии. По сведениям волостного правления за 1907 год в ней числилось 25 крестьянских дворов и 131 житель. Основным занятием жителей была работа чернорабочими и сельскохозяйственными рабочими..

## Население
| 2008 | 2010 | 2014 |
| ---- | ---- | ---- |
| 100  | →100 | ↗121 |